# مركز توم بيكر لعلاج السرطان
مركز توم بيكر للسرطان ( TBCC ) هو منشأة رعاية ثالثية في جنوب ألبرتا، سمي على اسم الرئيس المؤسس لمجلس سرطان ألبرتا، وهو أحد مركزي السرطان الثالثيين في المقاطعة.  وهو مركز رائد في مجال مكافحة السرطان في جنوب ألبرتا لبرامج الوقاية والبحث والعلاج ويوفر العديد من الخدمات الطبية المتقدمة، فضلاً عن الرعاية الداعمة للمرضى الداخليين والخارجيين. ويجري مركز السرطان الأبحاث من خلال معهد شاربونو للسرطان  ويضم منشأة شاملة للرعاية التلطيفية .
يقع مركز السرطان في مركز فوتهيلز الطبي وهو متصل فعليًا بمبنى الخدمات الخاصة، والذي يوفر أيضًا خدمات طبية خاصة ومتقدمة للمرضى.